# Mark Rein·Hagen

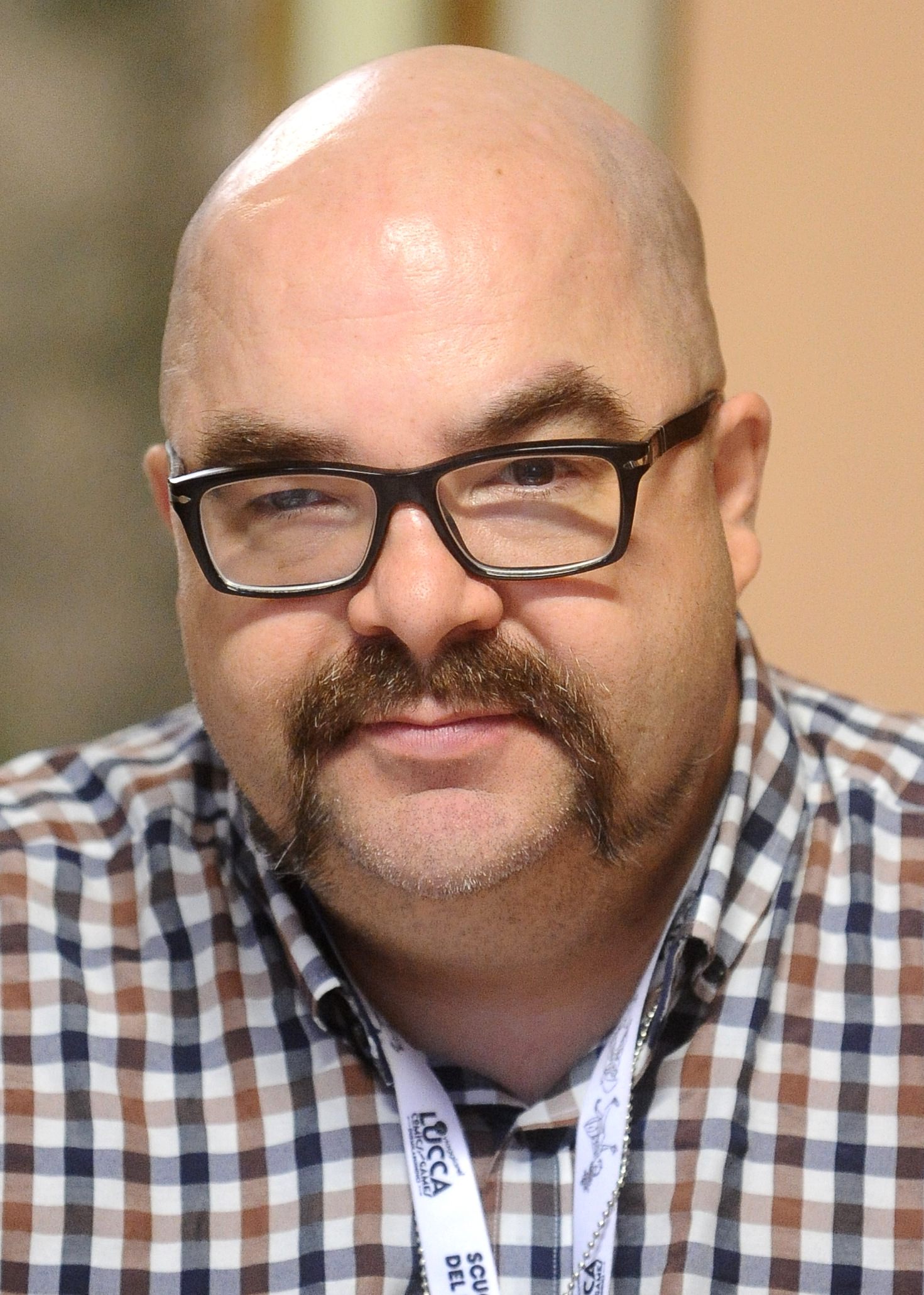
Mark Rein·Hagen - Lucca Comics and Games 2015

Mark Rein·Hagen é um autor e produtor americano. Ele é mais conhecido por escrever o livro Ars Mágica e d série de livros Vampiro: A Máscara d Lobisomem: O Apocalipse, além de outros títulos ambientados no que é conhecido como World of Darkness.